# Indústria Nacional de Armas
A Indústria Nacional de Armas foi uma fabricante de armas leves sediada na cidade de Santo André, na região do ABC Paulista no estado de São Paulo. Foi fundada em 1949 no bairro de Utinga, sendo uma empresa de economia mista com a participação do antigo Ministério da Guerra na sociedade como acionista minoritário. Operou até 1972 quando faliu e sua fábrica e estrutura foram vendidas para a Companhia Brasileira de Cartuchos.

## Antecedentes
Em abril de 1940, o oficial do Exército Brasileiro, Plínio Paes Barreto Cardoso estava na Dinamarca visitando a fábrica da Dansk Industri Syndicat em missão oficial, quando os alemães invadiram o país. Com medo de que seus projetos de submetralhadoras caíssem nas mãos da Wehrmacht, a empresa entregou os projetos para Plínio, que retornaria ao Brasil e guardaria os projetos de maneira segura, longe da Europa.
Após o fim da guerra, o oficial brasileiro retornou a Dinamarca para devolver os projetos a fabricante dinamarquesa, que iniciou a fabricação da submetralhadora Madsen M/46 logo em seguida. Como reconhecimento ao seu trabalho, a Dansk Industri Syndicat lhe cedeu os direitos de fabricação da arma no Brasil. Plínio já havia sido o diretor da Fábrica de Itajubá da IMBEL quando era tenente coronel, tendo trabalhado no posto entre 1942 e 1944, até se aposentar como general.
Alguns modelos e primeiros protótipos da submetralhadora teriam sido desenvolvidos e adaptados dentro da fábrica da IMBEL, em Itajubá, em parceria com o engenheiro Euclydes Bueno Filho, que se juntaria a Plínio para fundar a INA.

## História

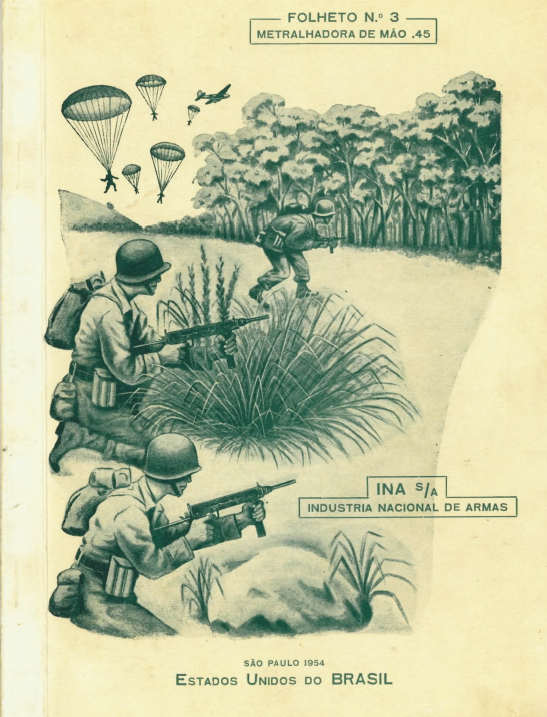
Capa do manual de instruções das submetralhadoras INA M950 e M953.

Em 1949, era fundada a Indústria Nacional de Armas S/A, no bairro de Utinga, em Santo André. Sua fábrica ficava na Avenida Industrial, numero 3330, onde atualmente fica o campus da UniABC. Durante as décadas de 50 e 60, a INA forneceu milhares de submetralhadoras M950 e M953 para as Forças Armadas do Brasil, que permaneceram em uso entre 1950 e 1972, principalmente no Exército Brasileiro, onde foi a arma de uso padrão neste período.
O primeiro modelo de submetralhadora INA (M950) foi duramente criticado pelos militares na época devido a sua qualidade. O projeto original havia sido alterado para o calibre .45 ACP, no lugar do calibre original do projeto dinamarquês, o 9x19mm Parabellum. Também haviam problemas com a ejeção dos cartuchos, a munição fabricada pela CBC e os sistema de travas da arma, tantos problemas lhe renderam o apelido maldoso de "Isto Não Atira" - uma referência a sigla INA, da fabricante.
Posteriormente, o segundo modelo da submetralhadora INA (M953) teve uma evolução significativa e a correção de muitas das falhas apresentadas pelos militares, além de alterações estéticas e práticas no armamento. Na mesma época, a empresa chegou a fornecer submetralhadoras para forças policiais, guardas civis e até mesmo para agentes de segurança privados da Rede Ferroviária Federal, de refinarias da Petrobrás, Vale do Rio Doce, Casa do Moeda do Brasil, dentre outras autarquias.
Também desenvolveu dois modelos de revolveres e uma pistola pequena baseada na checa CZ-45. Foi a primeira fabricante brasileira de armas de fogo a exportar produtos para o mercado de armas dos Estados Unidos, atingindo um grande sucesso com o seu revolver Tigre (exportado para o mercado norte americano com o nome Tiger), cujo design era baseado no Smith & Wesson Modelo 10 e utilizava calibre .32 S&W Long.
Em 1966, lançou um novo modelo de revolver em calibre .38 Special (até então, restrito para o mercado civil) e posteriormente, um modelo em .357 Magnum que não teria entrado na linha de produção. Com a aprovação do Gun Control Act, nos Estados Unidos em 1968, teve que desenvolver diversas adaptações em seus projetos para atender as novas leis de armas norte americanas.
Após anos acumulando dívidas, redução no volume de exportação de seus produtos, a substituição de suas metralhadoras antigas nas forças armadas pelas novas Beretta M12 e uma suposta influência do governo militar para fechar a fabricante, a INA encerrou suas operações em 1972, vendendo seu maquinário e fábrica para a Companhia Brasileira de Cartuchos.
Após a venda, a antiga fábrica chegou a ser utilizada pela Companhia Brasileira de Cartuchos até o ano de 1983. A IMBEL chegou a fabricar versões da M950 em calibre 9mm.

## Produtos
- Revólver INA Tigre (em calibre .32 S&W Long)[9]
- Revolver INA .38 (em calibre .38 Special)[9]
- Pistola INA Chanticler (em calibre 6.35mm)[9]
- Submetralhadora INA M1950 (em calibre .45 ACP)[9]
- Submetralhadora INA M1953 (em calibre .45 ACP)[9]